# بایرون هاسکین
بایرون هاسکین (انگلیسی: Byron Conrad Haskin؛ ‏ ۲۲ آوریل ۱۸۹۹ – ۱۶ آوریل ۱۹۸۴) کارگردان، مدیر فیلم‌برداری، و تهیه‌کننده اهل ایالات متحده آمریکا بود. او بین سال‌های ۱۹۲۲ تا ۱۹۶۸ میلادی فعالیت می‌کرد.
از فیلم‌های او می‌توان به گینسبرگ بزرگ اشاره کرد.